# Warmington (Northamptonshire)
Pour les articles homonymes, voir Warmington.
Warmington est une paroisse civile et un village du Northamptonshire, en Angleterre.